# Cacomantis leucolophus
Il koel corona bianca (Cacomantis leucolophus Müller, 1840) è un uccello della famiglia Cuculidae.

## Distribuzione e habitat
Questo uccello è endemico della Nuova Guinea.

## Sistematica
Cacomantis leucolophus non ha sottospecie, è monotipico. Talvolta viene segregato nel genere Caliechthrus.